# Diskobukten

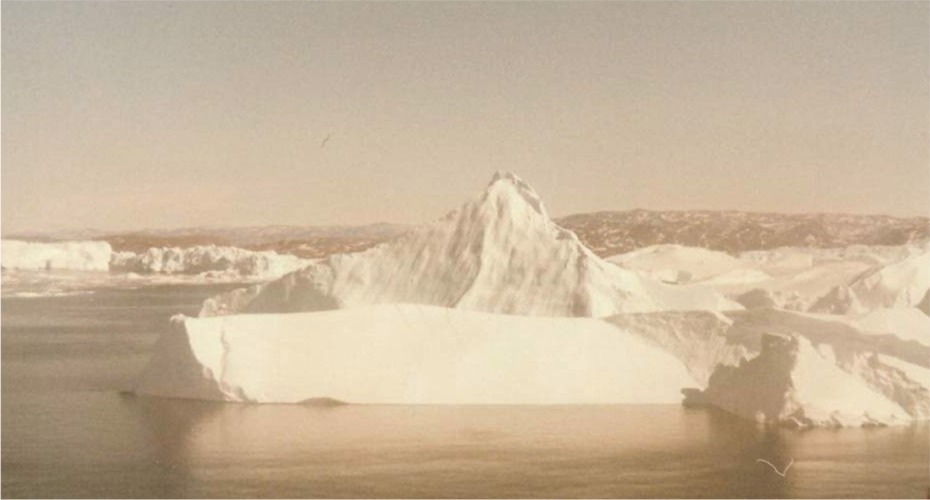
Isberg i Diskobukten

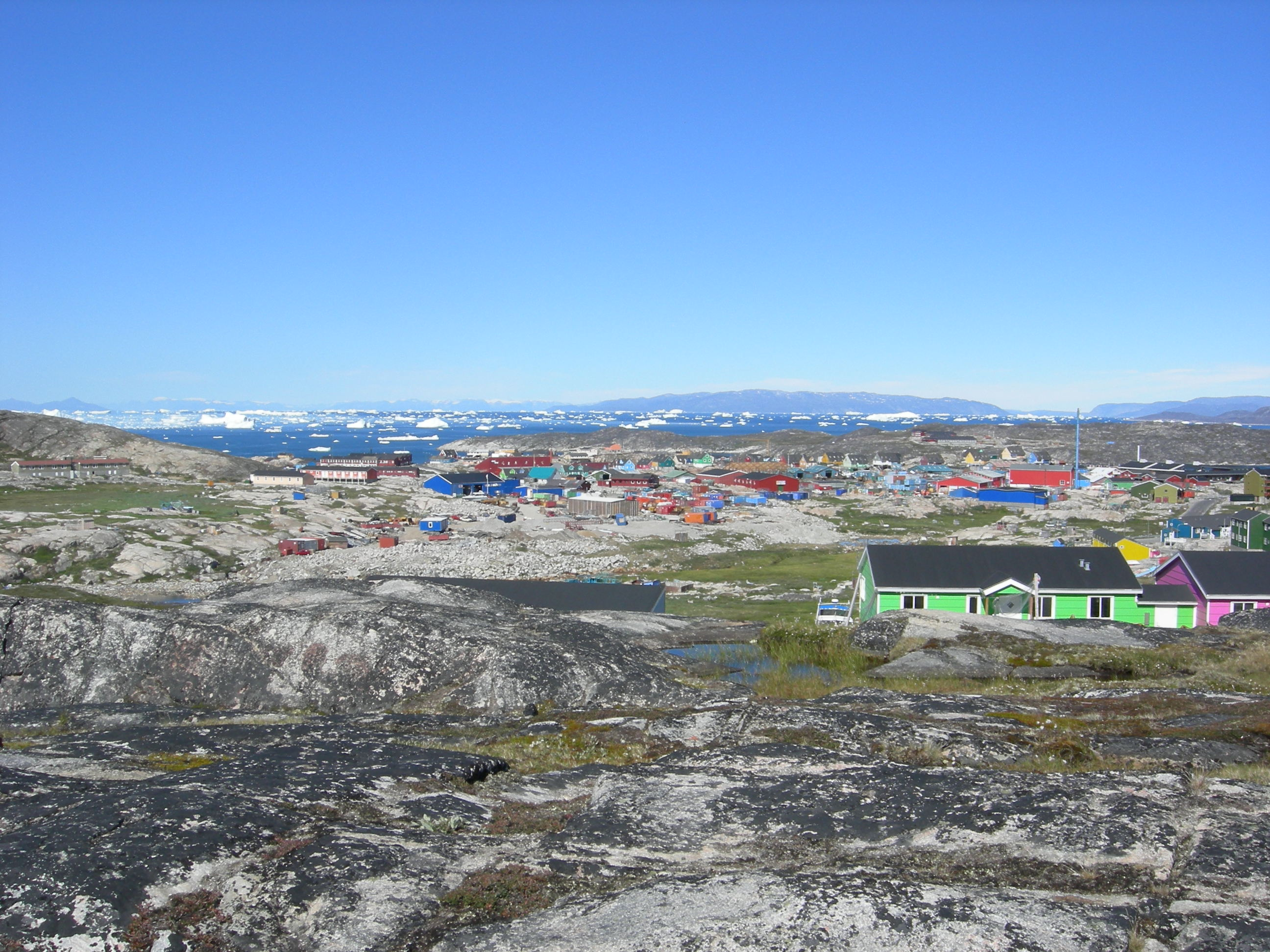
Ilusissat/Jakobshavn

Diskobukten (69°00′N 52°00′V / 69.000°N 52.000°V) är en vik av Baffinbukten utanför Grönlands västkust, norr om den nordliga polcirkeln. Världsarvet Ilulissatfjorden mynnar ut i bukten. 
Området omkring Diskobukten upptäcktes av européerna när Erik Röde 985 började att bygga två bosättningar, Östra bosättningen och Västra bosättningen. De två bosättningarna livnärde sig på djurskötsel. Strax efter att Västra bosättningen stod klar begav sig nordmännen under sommarperioden upp längs kusten och det var denna expedition som ledde dem till upptäckten av Diskobukten. Det mest intressanta i bukten var valrossarnas elfenben, sälarnas päls samt olika material från valar. Dessa produkter blev den huvudsakliga exporten och inkomstkällan för de grönländska bosättarna som handlade med Island, England, Skottland, Irland, Wales och det europeiska fastlandet.
Det är osäkert när inuiterna började att visa intresse för Diskobukten. Området var obebott när nordmännen upptäckte det och i deras berättelser finns dokumenterat handel med inuiter som kom från norr och väster. Under en period användes bukten fredligt av de båda grupperna men senare dokument visar på oroligheter på båda sidor. Nordmännen lämnade dock de grönländska bosättningarna under den lilla istiden på 1400-talet. De stora temperaturskiftningarna gjorde att Diskobukten blev otillgängligt under sommarmånaderna, vilket omöjliggjorde uppehället för de grönländska nordmännen. Till och med Östra bosättningen, som ligger söder om polcirkeln blev för kallt för att leva i. Efter denna period fram till att européerna återvände under 1700-talet kontrollerades Diskobukten av inuiterna.